# Hollywood Center Studios

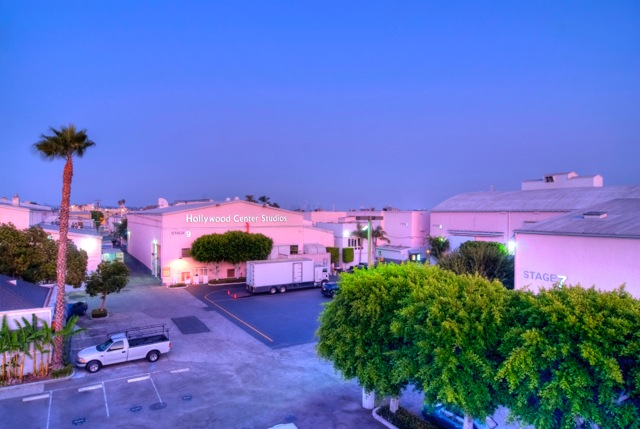
Hollywood Center Studios (Hollywood, California)

Hollywood Center Studios es una empresa con sede en Los Ángeles, California, que ofrece instalaciones de almacenaje a productoras del cine y de la televisión. Sus etapas de sonido, ubicado en 1040 N. Las Palmas Avenue en Hollywood, California, están inmersos en la historia de Hollywood. Muchos concursos televisivos fueron filmados allí en las décadas de 1980 y 1990, y la mayoría desde la década de 1970 hasta la actualidad.

## Historia
Los estudios fueron construidos originalmente en 1919. En 1928, Howard Hughes utilizó los sets para rodar la versión muda de Los ángeles del infierno (que más tarde fue totalmente regrabada y relanzada como una película sonora en 1930).
Monogram Pictures se instaló antes de trasladarse a la ubicación en donde KCET se encuentra actualmente. General Service Studios se convirtió en el inquilino en la década de 1930.
Por casi la totalidad de su existencia, la serie The Adventures of Ozzie and Harriet se grabó aquí. Para su última temporada, se vio obligado a trasladarse al lote Desilu-Culver. Filmways, ya con prácticamente todos los otros sets disponibles, necesitaba más espacio, y Green Acres se hizo cargo de uso del set 5. General Services Studio también fue el "hogar lejos del hogar" para varias personalidades como Ricky Nelson, Connie Harkins, y Zane Ashton.
Pace Records operó en el estudio durante la década de 1950. Formada por el actor George Skaff y productor Marc Raymond, nunca alcanzó un estatus notable, a pesar de que lanzó un gran número de discos de rock and roll, utilizando un grupo estable de músicos en sus discos, incluyendo Ray Pohlman, Mel Pollen, Bill Aken, y Earl Palmer. Unos historiadores sostienen que este grupo fue el comienzo inicial del agregado de músicos famosos que fueron conocidos como "The Wrecking Crew."
Las dos primeras temporadas de I Love Lucy (1951-1953) fueron grabados en Studio 2 antes de que Desilu Productions trasladó la producción de la serie a Desilu-Cahuenga Studios, ahora conocido como Ren-Mar Studios.
Francis Ford Coppola compró el lote para American Zoetrope en 1980, pero, tras el fracaso de One from the Heart en 1982, fue obligado a venderlo en 1983.
Los interiores de la película Frances de 1982, protagonizada por Jessica Lange, fueron filmadas en el lote.